# Паоло Барізон
Паоло Барізон (італ. Paolo Barison; нар. 23 червня 1936, Вітторіо-Венето — пом. 17 квітня 1979, Андора) — італійський футболіст, що грав на позиції флангового півзахисника. По завершенні ігрової кар'єри — футбольний тренер.
Виступав, зокрема, за «Дженоа», «Мілан» та «Наполі», а також національну збірну Італії.

## Клубна кар'єра
У дорослому футболі дебютував 1953 року виступами за команду «Вітторіо Венето» з рідного міста, в якій провів один сезон, після чого перейшов у «Венецію», з якою у сезоні 1955/56 виграв Серію С і вийшов у другий дивізіон.
Своєю грою за останню команду привернув увагу представників тренерського штабу «Дженоа» з Серії А, до складу якої приєднався влітку 1957 року. Відіграв за генуезький клуб наступні три сезони своєї ігрової кар'єри. Більшість часу, проведеного у складі «Дженоа», був основним гравцем команди і одним з її головних бомбардирів, маючи середню результативність на рівні 0,42 голу за гру першості. Згодом був включений до Зали слави «Дженоа».
Влітку 1960 року, після того як «Дженоа» було позбавлене футбольною федерацією усіх набраних у попередньому сезоні очок і відправлене у нижчій дивізіон, Барізон уклав контракт з «Міланом», у складі якого провів наступні три роки своєї кар'єри гравця. Барізон не був основним гравцем команди, але за цей час виборов титул чемпіона Італії та став володарем Кубка чемпіонів УЄФА.
Згодом, з 1963 року, по два сезони грав у складі клубів «Сампдорія» та «Рома».
З 1967 року три сезони захищав кольори команди клубу «Наполі», ставши в першому з них віце-чемпіоном Італії.
У сезоні 1970/71 років захищав кольори клубу Серії В «Тернана», після чого перейшов на запрошення свого друга і тренера «Белларії» Гастоне Беана у цю команду, що грала у Серії D.
Згодом у 1972 році провів кілька матчів за канадський «Торонто Метрос» в НАСЛ і повернувся до Італії, де завершив ігрову кар'єру у клубі «Леванте Дженова» з Серії D, за яку виступав протягом 1973—1974 років.

## Виступи за збірну
28 лютого 1958 року дебютував в офіційних матчах у складі національної збірної Італії в товариській грі проти збірної Іспанії (1:1).
У складі збірної був учасником чемпіонату світу 1966 року в Англії, де зіграв у двох матчах проти Чилі (2:0), в якому забив гол, і Північної Кореї (0:1). Ця несподівана поразка від корейців, яка не дозволила Італії вийти з групи, стала останнім матчем для Паоло у футболці збірної.
Всього протягом кар'єри у національній команді, яка тривала 9 років, провів у формі головної команди країни лише 9 матчів, забивши 6 голів.

## Кар'єра тренера
Розпочав тренерську кар'єру невдовзі по завершенні кар'єри гравця, в червні 1976 року, очоливши на п'ять зустрічей тренерський штаб «Мілану» після відставки Джованні Трапаттоні.
Згодом у 1977—1978 роках тренував «Про Патрію».
Вранці у вівторок 17 квітня 1979 року на Автостраді дей Фьйорі (A10) поблизу Андори, Барізон, який повертався в Турин на Fiat 130 Coupé, не впорався з керуванням і загинув. Його друг і колишній партнер по «Мілану» Луїджі Радіче був поранений, але зумів вижити.

## Статистика виступів

### Клубна
| Чемпіонат | Чемпіонат        | Чемпіонат | Ліга | Ліга |
| Сезон     | Клуб             | Ліга      | Ігри | Голи |
| Італія    | Італія           | Італія    | Ліга | Ліга |
| --------- | ---------------- | --------- | ---- | ---- |
| 1954-55   | «Венеція»        | Серія C   | 6    | 0    |
| 1955-56   | «Венеція»        | Серія C   | 33   | 9    |
| 1956-57   | «Венеція»        | Серія B   | 29   | 11   |
| 1957-58   | «Дженоа»         | Серія A   | 21   | 11   |
| 1958-59   | «Дженоа»         | Серія A   | 27   | 14   |
| 1959-60   | «Дженоа»         | Серія A   | 23   | 5    |
| 1960-61   | «Мілан»          | Серія A   | 11   | 5    |
| 1961-62   | «Мілан»          | Серія A   | 22   | 6    |
| 1962-63   | «Мілан»          | Серія A   | 14   | 3    |
| 1963-64   | «Сампдорія»      | Серія A   | 24   | 13   |
| 1964-65   | «Сампдорія»      | Серія A   | 33   | 6    |
| 1965-66   | «Рома»           | Серія A   | 32   | 6    |
| 1966-67   | «Рома»           | Серія A   | 30   | 7    |
| 1967-68   | «Наполі»         | Серія A   | 20   | 4    |
| 1968-69   | «Наполі»         | Серія A   | 21   | 2    |
| 1969-70   | «Наполі»         | Серія A   | 14   | 1    |
| 1970-71   | «Тернана»        | Серія B   | 31   | 10   |
| 1971-72   | «Белларія»       | Серія D   | 31   | 17   |
| США       | США              | США       | Ліга | Ліга |
| 1972      | «Торонто Метрос» | НАСЛ      | 8    | 3    |
| Країна    | Італія           | Італія    | 422  | 133  |
| Країна    | США              | США       | 8    | 3    |
| Всього    | Всього           | Всього    | 430  | 141  |

### Статистика виступів за збірну
| Дата       | Місто      | Господарі      | Результат | Гості    | Турнір                | Голи | Примітки |
| ---------- | ---------- | -------------- | --------- | -------- | --------------------- | ---- | -------- |
| 28/02/1959 | Рим        | Італія         | 1 – 1     | Іспанія  | товариський матч      | -    |          |
| 01/05/1965 | Флоренція  | Італія         | 4 – 1     | Уельс    | товариський матч      | 1    |          |
| 01/11/1965 | Рим        | Італія         | 6 – 1     | Польща   | Відбір до ЧС 1966     | 3    |          |
| 09/11/1965 | Глазго     | Шотландія      | 1 – 0     | Італія   | Відбір до ЧС 1966     | -    |          |
| 14/06/1966 | Болонья    | Італія         | 6 – 1     | Болгарія | товариський матч      | 1    |          |
| 18/06/1966 | Мілан      | Італія         | 1 – 0     | Австрія  | товариський матч      | -    |          |
| 29/06/1966 | Флоренція  | Італія         | 5 – 0     | Мексика  | товариський матч      | -    |          |
| 13/07/1966 | Сандерленд | Італія         | 2 – 0     | Чилі     | ЧС 1966 - перший етап | 1    |          |
| 19/07/1966 | Мідлсбро   | Північна Корея | 1 – 0     | Італія   | ЧС 1966 - перший етап | -    |          |
| Усього     |            | Матчів         | 9         |          | Голів                 | 6    |          |

## Титули і досягнення
- Чемпіон Італії (1):

«Мілан»: 1961–1962
- Володар Кубка чемпіонів УЄФА (1):

«Мілан»: 1962–1963